# Congregatie van Onze-Lieve-Vrouw van Sion

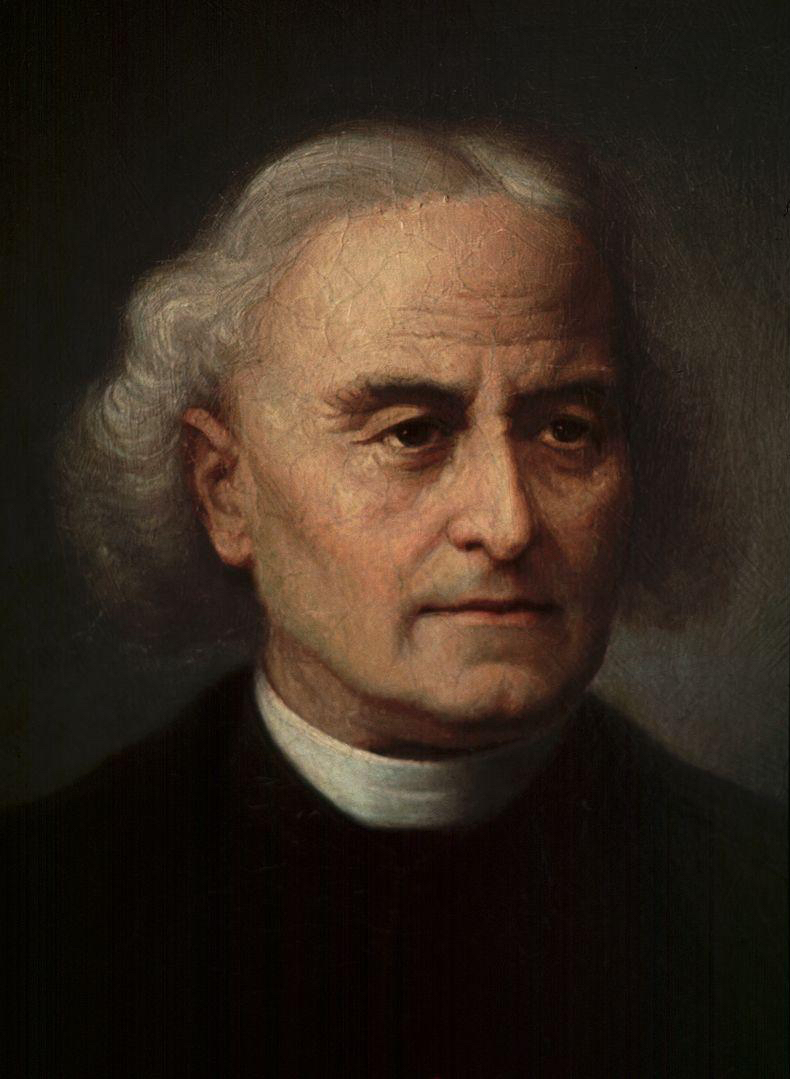
Theodore Ratisbone, stichter van de Congregatie

De Congregatie van Onze-Lieve-Vrouw van Sion  (Frans: Congrégation de Notre-Dame de Sion, afgekort NDS) werd in 1843 te Parijs gesticht door Théodore Ratisbonne en zijn broer Alphonse Ratisbonne, beiden joodse bekeerlingen. Het doel van de congregatie was het apostolaat onder de joden. De congergatie richtte verschillende onderwijs- en zorginstellingen op in het Heilige Land. In 1852 richtte de broers ook een priestercongregatie onder dezelfde naam op. De congregatie legt zich tegenwoordig meer in algemene zin toe op de missie en op de armenzorg. Het verbeteren van de relaties tussen de Katholieke Kerk en het Jodendom is nog steeds een belangrijke doelstelling van de Congregatie. Bekering staat als doel niet langer voorop.
Een bekend lid van deze congregatie was de Belgische Zuster Emmanuelle, die in 2005 vijfde eindigde bij de Franstalige verkiezing van De Grootste Belg.
In Nederland heeft de congregatie een klooster in Diepenveen. In België staat het hoofdklooster van de congregatie in Leuven.